# ثيودور بولاكيس
كان ثيودور بولاكيس (باليونانية: Θεόδωρος Πουλάκης)‏ رسامًا ومعلمًا في عصر النهضة اليوناني. يعتبر أب مدرسة الرسم الهيبتاني وواحد من أكثر الرسامين غزارة في كريت الفينيسيّة. كان بولاكيس عضوًا في المدرسة الكريتية، وكان معاصره إيمانويل تزانيس. كان إيمانويل تزانيس وبولاكيس رسامين نشطين للمدرسة الكريتية حتى خاضت كانديا الحرب مع العثمانيين حوالي عام 1649. سقطت كانديا أخيرًا بعد عشرين عامًا من الحصار عام 1669. استقر بولاكيس في جزيرة كورفو. كان ستيفانوس تزانجارولاس رسامًا مشهورًا آخر في كورفو في نفس الفترة تقريبًا. تشبه أعمال بولاكيس أعمال أندرياس بافياس وجورجيوس كلونتزاس. تظهر أعمال بولاكيس صفات المدرسة الفينيسية. نجا أكثر من 130 لوحة من لوحاته ويمكن العثور عليها في جميع أنحاء العالم.

## التاريخ
ولد بولاكيس في خانيا كريت. كان ابن أنطونيوس وكان متزوجًا وأنجب طفلين هما فيتيروس وإليني. في سن الرابعة والعشرين، كان يعيش في البندقية، وبقي هناك لمدة ثلاثة عشر عامًا حتى عام 1657. عُمد ابنه في البندقية في عام 1646 وتبعته ابنته بعد عامين. كان عضوًا في مجلس كوارانتا. كان الرسامون اليونانيون المشهورون فيلوثيوس سكوفوس، وإيمانويل تزانس، وكونستانتينوس تزانس، ويوانيس موسكوس يعيشون جميعًا في البندقية في ذلك الوقت تقريبًا. كان بولاكيس عضوًا في جماعة الإخوان اليونانية في البندقية في عام 1654.
في عام 1657، هاجر بولاكيس إلى كورفو. ووقع عقدًا لمدة ست سنوات لتعليم الرسم لمارينوس داميستراس ابن تسورزي. ووفقًا للعقد، كان على تسورزي أن يتبع بولاكيس في أي مكان ذهب إليه بما في ذلك البندقية. كان فيلوثيوس سكوفوس شاهدًا على بولاكيس في قضية قانونية حوالي عام 1666. سافر بولاكيس إلى كيفالونيا حيث رسم هناك. بحلول عام 1671 عاد مرة أخرى إلى البندقية بعد عام واحد حيث صُوت له ليصبح عضوًا في كوارانتا إي جيونتا. في عام 1673، شارك في المعمودية. وبحلول عام 1675، عاد إلى كورفو حيث عاش بقية حياته هناك. توفي في 16 نوفمبر عام 1692.

## أسلوبه في الرسم
نجت بعض لوحاته من مانيرا غريكا (الطريقة اليونانية) التقليدية وتحمل لوحاته أشكالا أكثر اكتمالًا واختلافات في اللون. يتبع عمله ترنيمة السيدة العذراء التقليد اليوناني ويمكن مقارنة عمله بأندرياس بافياس صلب المسيح. ومن الواضح أن كلا الفنانين يحاولان ملء اللوحة بالأشكال. تتبع كلتا اللوحتين الطراز اليوناني التقليدي. لوحة أخرى للرسام اليوناني جورجيوس كلونتزاس، كل الخلق يفرح فيه تشبه إلى حد كبير ترنيمة للعذراء حيث أن العذراء في مركز اللوحة وشخصيات لا تعد ولا تحصى منتشرة حولها. ألهم جورجيوس كلونتزاس بوضوح عمل بولاكيس.
هو واحد من آباء مدرسة الرسم الهيبتاني بسبب تنقله في أنماط الرسم. كما أنه لا يراعي دائمًا الخطوط والأشكال التقليدية من مانيرا غريكا. لوحاته آدم وحواء، سفينة نوح، وولادة إسحاق هي أمثلة على الفترة الانتقالية من المدرسة الكريتية إلى الفن الأكثر تطورًا وتكرارًا من مدرسة الرسم الهيبتاني. ومن الواضح أن مايكل داماسكينوس جرب مع هذا التحول في العشاء الأخير، وحفل زفاف كانا.
أخذ ثيودور بولاكيس مشاهديه من المدرسة الكريتية إلى المدرسة الهيبتانية لكن مايكل داماسكينوس بدأ العمل على هذه الفكرة قبل مائة عام من بولاكيس. استمر بولاكيس في الرسم حتى وقت وفاته.